# Igor Demo
Igor Demo (* 18. září 1975, Nitra) je bývalý slovenský fotbalista, záložník. Po skončení aktivní kariéry pracoval jako sportovní ředitel slovenského klubu FC Nitra.

## Fotbalová kariéra
V poslední ročníku společné československé ligy nastoupil za FC Nitra v 10 utkáních a dal 1 gól. Ve slovenské lize nastoupil za FC Nitra a ŠK Slovan Bratislava ve 120 utkáních a dal 16 gólů. Se Slovanem Bratislava získal v letech 1995 a 1996 dvakrát slovenský titul. Dále hrál i nizozemskou ligu za PSV Eindhoven, 1. a 2. německou Bundesligu za Borussii Mönchengladbach a rakouskou Bundesligu za Grazer AK. Za reprezentaci Slovenska nastoupil v letech 1997–2005 ve 24 utkáních a dal 4 góly.

## Ligová bilance
| Ročník                                   | Zápasy | Góly | Klub                     |
| ---------------------------------------- | ------ | ---- | ------------------------ |
| 1. československá fotbalová liga 1992/93 | 10     | 1    | FC Nitra                 |
| Corgoň liga 1993/94                      | 31     | 3    | FC Nitra                 |
| Corgoň liga 1994/95                      | 20     | 3    | ŠK Slovan Bratislava     |
| Corgoň liga 1995/96                      | 30     | 6    | ŠK Slovan Bratislava     |
| Corgoň liga 1996/97                      | 27     | 3    | ŠK Slovan Bratislava     |
| Eredivisie 1997/98                       | 11     | 0    | PSV Eindhoven            |
| Bundesliga 2001/02                       | 24     | 4    | Borussia Mönchengladbach |
| Bundesliga 2002/03                       | 28     | 7    | Borussia Mönchengladbach |
| Bundesliga 2003/04                       | 27     | 4    | Borussia Mönchengladbach |
| Bundesliga 2004/05                       | 7      | 0    | Borussia Mönchengladbach |
| Rakouská bundesliga 2005/06              | 14     | 0    | Grazer AK                |
| Corgoň liga 2005/06                      | 12     | 1    | FC Nitra                 |
| LIGA CELKEM                              | 251    | 32   |                          |